# All Good Things (musikalbum)
All Good Things är ett album från av den norska sångerskan Sissel Kyrkjebø. Det släpptes i Norge år 2000, 2001 i flera andra länder, och 2002 i Storbritannien.

## Låtlista
1. Weightless
2. Carrier of a Secret
3. Should It Matter
4. All Good Things
5. Lær meg å kjenne
6. Keep Falling Down
7. Better Off Alone
8. Sara's Song
9. One Day
10. Where The Lost Ones Go
11. We Both Know